# Wittighausen
Wittighausen è un comune tedesco di 1 698 abitanti, situato nel land del Baden-Württemberg.